# André Marchand (Maler)

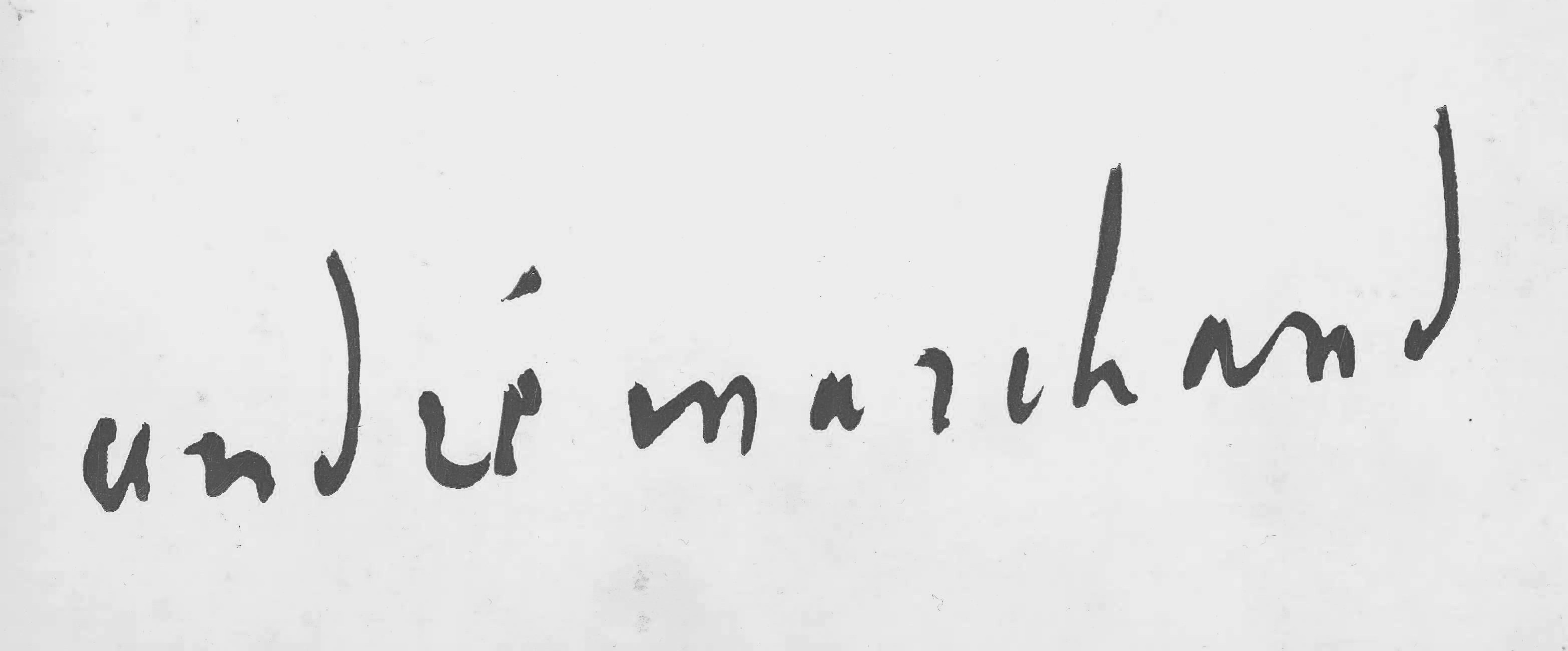
Unterschrift von André Marchand

André Marchand (* 10. Februar 1907 in Aix-en-Provence; † 29. Dezember 1997 in Arles) war ein französischer Maler, Illustrator, Bühnenbildner und Tapisseriedesigner. Marchand begann im Alter von 13 Jahren zu malen trotz der kategorischen Ablehnung seiner Familie, sich die Kunst zum Beruf zu machen. Sechs Jahre später ging er nach Paris, um seiner Begabung zu folgen. Er war Autodidakt und begann, seine Werke 1932 in Paris im Salon d’Automne und von 1933 an im Salon des Indépendants auszustellen. Zu dieser Zeit schuf er krass realistische Gemälde und Figuren in desolaten Landschaften, wie zum Beispiel Les Inconnus (1935–6; Paris, Pompidou). Von 1933 bis 1937 führte Marchand eine Reihe von Ingres beeinflussten Zeichnungen aus und fuhr mit der Malerei von Stillleben und später abstrakten Bildern fort. 1937 wurde Marchand zum unbestrittenen Gewinner des Prix Paul-Guillaume erklärt. Marchands Werke sind in allen großen Museen zeitgenössischer Kunst ausgestellt.